# Ischiodon
Ischiodon  (лат.) — род двукрылых из семейства журчалок.

## Описание
Мембрана крыла покрыта крайне редкими микротрихиями. Флагелломер удлинённый; его длина в два с половиной раза превышает ширину. Вертлуг задней ноги самца с вентральным зубцевидным выростом. Восьмой тергит брюшка самок хорошо развитый, оголённый.

## Систематика
В составе рода четыре вида:
- Ischiodon aegyptius Wiedemann, 1830
- Ischiodon feae Bezzi, 1912
- Ischiodon scutellaris Fabricius, 1805
- Ischiodon astales Mengual, 2018

Некоторыми систематиками рассматривается иногда в качестве синонима рода Simosyrphus.